# David Habat
David Habat (* 16. října 1991 Cleveland) je americký zápasník–volnostylař, který od roku 2015 reprezentuje Slovinsko.

## Sportovní kariéra
Narodil se a vyrůstal v Clevelandu se svobodnou matkou Carmen a dvěma sourozenci. Národnímu zápasu se aktivně věnoval na místní škole Saint Ignatius High, kde zápasil za školní tým Wild Cats pod vedením Marka Sullivana. Střední školu dokončil se zápasovou bilancí 147 vítězství a 16 porážek. Po skončení střední školy v roce 2009 pokračoval v tréninku na Edinboro University v Pensylvánii, za jejichž zápasnický tým Fighting Scots zápasil pod vedením Tima Flynna. Univerzitu dokončil v roce 2014 se zápasovou bilancí 134 vítězství a 27 porážek.
V roce 2015 šel s trendem doby splnit si sen startovat na olympijských hrách pod vlajkou jiné země. Využil slovinský původ své matky Carmen a domluvil se s představili slovinského sportu na reprezentaci. Olympijský zápas nepatří ve Slovinsku mezi populární sporty mimo malé oblasti Zámuří, které bylo dříve součásti Uherska. V Zámuří se slovinští zápasníci specializují výhradně na zápas řecko-římský a on se stal vůbec prvním vrcholovým reprezentantem Slovinska ve volném stylu. Žije trvale ve Spojených státech, kde se připravuje s týmem Cliff Keen Wrestling Club při Michiganské univerzitě pod vedením Andy Hrovata a Sergeje Beloglazova.
Slovinsko reprezentoval poprvé na domácí půdě na mistrovství světa v Las Vegas v září 2015. V roce 2016 však neuspěl v třífázové olympijské kvalifikaci pro start na olympijských hrách v Riu.

## Výsledky
| Turnaj             | 2015 | 2016 | 2017 | 2018 | 2019 |
| Turnaj             | 24   | 25   | 26   | 27   | 28   |
| Turnaj             | -65  | -65  | -65  | -65  | -65  |
| ------------------ | ---- | ---- | ---- | ---- | ---- |
| Olympijské hry     |      | —    |      |      |      |
| Mistrovství světa  | úč.  |      | úč.  | úč.  | úč.  |
| Evropské hry       | —    |      |      |      | —    |
| Mistrovství Evropy | —    | úč.  | 3.   | 5.   | úč.  |